# Thato Mokeke
Thato Mokeke (sinh ngày 1 tháng 4 năm 1989) là một cầu thủ bóng đá người Nam Phi thi đấu cho Cape Town City, ở vị trí trung vệ.

## Sự nghiệp
Mokeke từng thi đấu bóng đá cho SuperSport United, Vô địch Park và Ajax Cape Town.
Anh ra mắt quốc tế cho Nam Phi năm 2014.